# Albertet de Sisteron
Albertet de Sisteron Albertet o Albertetz de Sestaro o anche Sestaró, Sestairó, Sestairon, Sestarron o Terascon (Gap, 1194 – Sisteron, 1221) è stato un trovatore occitano, figlio di un giullare itinerante.

## Biografia
Secondo la sua Vida, era figlio di un nobile giullare chiamato Asar. Se Albertet era rinomato per la sua voce e le sue melodie così come per le innovazioni apportate nelle sue corte cansos, non lo era, al contrario, per i suoi versi. Il suo amico, il trovatore Uc de Lescura fa l'elogio del suo canto: votz ben dir (il ben parlare della tua voce). Profondamente artista, egli si compiaceva di potere conversare in una società incivilita.
Si lega soprattutto alla Corte del principe d'Orange, Raymond des Baux, poi a quelle dei conti di Forcalquier. Successivamente, passa in Lombardia, dove resterà dal 1210 al 1220. In Italia, frequenterà le corti di Savoia, di Monferrato, di Tortona dove regnano i Malaspina, Genova, e gli Este a Ferrara. Fu proprio a Ferrara che incontrerà Guillem Augier Novella, Aimeric de Peguilhan e Aimeric de Belenoi. Nel Monferrato entra in contatto con Dalfi d'Alvernha, Gaucelm Faidit, e Peirol. Secondo fonti d'archivio, dovette rifugiarsi in Spagna, senza che la data di questo esilio sia conosciuta. Infine, ritornerà a Sisteron dove morirà nel 1221.

## Opera poetica
Una delle opere più celebri di Albertet è una satira sulle sette dame del suo tempo, tra cui Beatrice di Savoia, moglie del conte di Provenza. Esiste anche una tenzone tra Albertet e Aimeric de Pegulhan: N'Albertz, un chausetz vostre sen. Questa poesia dimostra che Albertet si chiamasse lui stesso Albert, e che solo ben più tardi gli scribi utilizzeranno il diminutivo. Ha inoltre composto una tenzone con Aimeric de Belenoi, lodato Augier e Gaucelm Faidit e onorato Peirol (citato in una tornada):
Albertet è stato il primo trovatore a illustrare in occitano il genere « poète mal-aimé ». Tutti i suoi primi componimenti poetici trattano dei suoi fallimenti in amore e le sgarberie subite da parte delle dame che lui corteggiava. Si metterà dunque a scrivere sirventesi dove maltratterà tutte quelle dame che gli avevano rifiutato il loro amore, ma il suo bersaglio privilegiato era Beatrice.
Vivevano allora tre signore che portavano questo nome. Oltre a Beatrice di Savoia, moglie di Raimondo Berengario IV, ultimo conte di Forcalquier, c'era Beatrice del Viennois, che viveva nel Delfinato, e Beatrice del Carret, signora di Monferrato, che corteggerà con successo Raimbaut de Vaqueiras.
Sebbene si è certi che Peirol cantasse le sue poesie, si sa anche che Albertet supplicava la sua dama di impararle, senza dubbio con la speranza di renderle più celèbri attraverso il suo canto e la sua recitazione. A dispetto della sua reputazione di musicista, solamente due delle sue cansos (Mos coratges m'es camjatz e A! mi no fai chantar foilla ni flors) ci sono pervenute comprensiva di una completa melodia, mentre di un'altra (En mon cor ai un'aital encobida) ne è rimasta solo una parte. Esiste un'altra composizione, un descort, intitolato Bel m'es oimais, senza annotazione musicale nel suo manoscritto, ma che avrebbe potuto essere il modello della strofica Lai Bel m'est li tans del troviero Colin Muset.
Ogni composizione conosciuta di Albertet è un'opera musicale diversa, ma nell'insieme egli resterà un conservatore, scrivendo con un ritmo di un intervallo di decima, sillabico con melismi solamente alla fine delle frasi. Mos coratges è classica, ma ornata; En cor lundi sembra sia stata composta da un altro e A! mi no fai chantar, complessa e sottile, è scritta in uno stile semplice, ma con intervalli e fraseggi unici.
Albertet fu anche un teorico del linguaggio poetico. In una tenson, immagina di dialogare con un monaco che vanta le qualità poetiche della lingua francese, mentre lui esalta quelle dell'occitano. Questa analisi si avvicina a quella che fece Marco Cornelio Frontone sui vantaggi del greco e del latino, così come a quella di Dante sul confronto tra italiano e francese.
È stato l'unico trovatore a riutilizzare la struttura del Carros composto da Raimbaut de Vaqueiras che si presenta con una canso di nove cobla e due tornada. Queste coblas singulars sono costituite da quindici versi di lunghezza diseguale seguite da tornadas che riprendono le rime dei tre ultimi versi dell'ultima cobla.

## Opere
Sono sopravvissute ventitré poesie. Quattro manoscritti delle sue opere ricopiate nel XIII secolo, a Padova e a Venezia, si trovano nella Biblioteca nazionale
- A mi no fai chantar[2].
- Bel m'es oimais[19]
- N ' Albertz, un chausetz vostre sen.
- Mos coratges m'es camjatz.
- A! mi no fai chantar foilla ni flors
- En mon cor ai un'aital encobida

## Edizione
- (FR)  Jean Boutière, Les poésies du troubadour Albertet, Studi Medievali, 10, 1937, Turin, pp. 1-129.